# Sam Hardy (attore)
Sam Hardy, conosciuto anche con il nome Sam B. Hardy o Samuel Hardy (New Haven, 21 marzo 1883 – Hollywood, 16 ottobre 1935), è stato un attore statunitense.

## Biografia

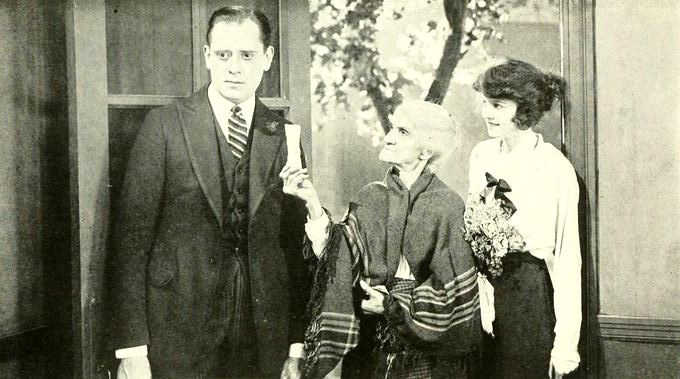
Scena dal film americano Get-Rich-Quick Wallingford (1921) con Sam Hardy, un'attrice ignota e Doris Kenyon.

Protagonista della scena teatrale di Broadway, Sam Hardy appare nel cast di numerosi spettacoli fin dal 1904. In The Fortunes of the King, recitò con il nome "Samuel Hardy". In Ziegfeld Follies of 1916, si trovò a lavorare con Fannie Brice, Ina Claire, Marion Davies, Lilyan Tashman.
Nella sua carriera cinematografica, iniziata nel 1915 al tempo del muto in Judy Forgot - dove recitava a fianco di una famosa diva del vaudeville, Marie Cahill - girò 85 pellicole.
Saltuariamente, fu anche sceneggiatore e produttore. Il suo ultimo film, il western La grande arena, uscì il 27 settembre 1935, un paio di settimane prima della sua morte, avvenuta il 16 ottobre a 52 anni.

## Filmografia
- Judy Forgot, regia di T. Hayes Hunter (1915)
- Over Night, regia di James Young (1915)
- At First Sight, regia di Robert Z. Leonard (1917)
- Uncle Tom's Cabin, regia di J. Searle Dawley (1918)
- A Woman's Experience, regia di Perry N. Vekroff (1918)
- Almost Married , regia di Charles Swickard (1919)
- His Father's Wife, regia di Frank Hall Crane (1919)
- Get-Rich-Quick Wallingford, regia di Frank Borzage (1921)
- Bluebeard's Seven Wives, regia di Alfred Santell (1925)
- The Great Deception, regia di Howard Higgin (1926)
- Broadway Nights, regia di Joseph C. Boyle (1927)
- The Rainbow, regia di Reginald Barker (1929)
- When Caesar Ran a Newspaper
- La valle delle rose (Rainbow Man), regia di Fred C. Newmeyer (1929)
- A Man's Man, regia di James Cruze (1929)
- On with the Show!
- Dear Vivian
- Acquitted, regia di Frank R. Strayer (1929)
- Rosa del Messico (Mexicali Rose), regia di Erle C. Kenton (1929)
- La corsa all'amore (Burning Up), regia di A. Edward Sutherland (1930)
- Ragazze e giovanotti del 1890 (The Florodora Girl), regia di Harry Beaumont (1930)
- The Millionaire, regia di John G. Adolfi (1931)
- La donna del miracolo (The Miracle Woman), regia di Frank Capra (1931)
- The Dark Horse, regia di Alfred E. Green (1932)
- La grande arena (Powdersmoke Range) , regia di Wallace Fox (1935)